# MakSim
MakSim (ros. MакSим, właśc. Marina Siergiejewna Abrosimowa, ros. Марина Сергеевна Абросимова, z domu Maksimowa, ros. Максимова, ur. 10 czerwca 1983 w Kazaniu) – rosyjska piosenkarka, autorka tekstów i producentka muzyczna. Zasłużona Artystka Republiki Karaczajo-Czerkieskiej (2013), Zasłużona Artystka Republiki Tatarstanu (2016).

## Życiorys
Jest córką mechanika i przedszkolanki. Jej pseudonim pochodzi od imienia jej brata Maksima (Maksyma).
Zdobyła popularność wraz z wydaniem w 2006 roku albumu Trudnyj wozrastʹ, który sprzedał się w nakładzie ponad 1,5 miliona egzemplarzy. Rok później MakSim stała się najpopularniejszą piosenkarką w Rosji.
Dwukrotnie zdobyła nominację do nagrody dla najlepszej artystki podczas gali Russian Music Awards na kanale MTV oraz Muz-TV Awards. 2 lutego 2008 roku podczas dorocznej gali wręczenia nagród Sound Track od gazety „Moskowskij Komsomolec” zwyciężyła w kategorii Najlepszy Wykonawca Roku. W sumie otrzymała ponad tuzin statuetek Złotego Gramofonu. Drugi album piosenkarki, Moj raj, sprzedał się w nakładzie ponad 1,3 miliona egzemplarzy. Łączny nakład sprzedanych płyt piosenkarki przekroczył sześć milionów egzemplarzy. MakSim jest jedyną piosenkarką, której 7 singli stale zajmuje pierwsze miejsce na listach przebojów radiowych w krajach WNP.
W grudniu 2009 roku ukazał się trzeci studyjny album piosenkarki Odinoczka, który uzyskał status złotej płyty i dwie platynowe płyty. Od 2013 roku MakSim wydała jeszcze trzy albumy: Drugaja riealnostʹ, Choroszo i Poligamnostʹ.
MakSim znalazła się w rankingu „100 najbardziej wpływowych kobiet Rosji”, sporządzonym w 2011 roku przez stację radiową „Echo Moskwy”, agencje informacyjne RIA Nowosti, Interfax i czasopismo „Ogoniok”.

## Dyskografia

### Albumy studyjne
- Trudnyj wozrastʹ (2006) – 6 x platynowa płyta
- Moj raj (2007) – 3 x platynowa płyta
- Odinoczka (2009) – złota płyta
- Drugaja riealnostʹ (2013)
- Choroszo (2015)
- Poligamnostʹ (2018)

### Single
| Rok  | Singel                            | Pozycja na liście przebojów | Album              |
| Rok  | Singel                            | RU                          | Album              |
| ---- | --------------------------------- | --------------------------- | ------------------ |
| 2003 | „Santimietry dychanja”            | 34                          | Trudnyj wozrastʹ   |
| 2005 | „Trudnyj wozrast”                 | 46                          | Trudnyj wozrastʹ   |
| 2005 | „Nieżnostʹ”                       | 178                         | Trudnyj wozrastʹ   |
| 2006 | „Otpuskaju”                       | 1                           | Trudnyj wozrastʹ   |
| 2007 | „Znajesz li ty”                   | 1                           | Trudnyj wozrastʹ   |
| 2007 | „Wietrom statʹ”                   | 1                           | Trudnyj wozrastʹ   |
| 2007 | „Moj raj”                         | 1                           | Moj raj            |
| 2008 | „Nauczuś letatʹ”                  | 1                           | Moj raj            |
| 2008 | „Łuczszaja nocz”                  | 1                           | Moj raj            |
| 2009 | „Nie otdam”                       | 1                           | Moj raj            |
| 2009 | „Niebo, zasypaj” (feat. Ligalize) | 99                          | Odinoczka          |
| 2009 | „Na radiowołnach”                 | 3                           | Odinoczka          |
| 2009 | „Doroga”                          | –                           | Odinoczka          |
| 2010 | „Wiesna”                          | 65                          | Odinoczka          |
| 2010 | „Dożdʹ"                           | 2                           | Drugaja riealnostʹ |
| 2011 | „Kak letatʹ?”                     | 16                          | Drugaja riealnostʹ |
| 2011 | „Oskołki”                         | 16                          | Drugaja riealnostʹ |
| 2011 | „Lubowʹ – eto jad”                | –                           | Odinoczka          |
| 2012 | „Odinoczka”                       | –                           | Odinoczka          |
| 2012 | „Żywi”                            | 214                         | Faza bystrogo sna  |
| 2012 | „Eto że ja”                       | 170                         | Drugaja riealnostʹ |
| 2012 | „Kołybielnaja”                    | 171                         | Drugaja riealnostʹ |
| 2013 | „Niebo-samoloty”                  | 203                         | Drugaja riealnostʹ |
| 2013 | „Ja wietier”                      | 87                          | Drugaja riealnostʹ |
| 2013 | „Drugaja riealnostʹ”              | 32                          | Drugaja riealnostʹ |
| 2013 | „Ja budu żytʹ”                    | 192                         | Drugaja riealnostʹ |

## Życie prywatne
W 2008 roku wyszła za swojego akustyka Aleksieja Gułowcowa. 8 marca 2009 roku urodziła córkę Aleksandrę. W 2011 roku rozwiodła się z mężem. 29 października 2014 roku urodziła córkę, Mariję, której ojcem jest przedsiębiorca Anton Pietrow. We wrześniu 2015 roku media poinformowały o rozstaniu pary.